# Asmahan
Asmahan, pseudonimo di Amal al-Atrash (in arabo آمال الأطرش‎?; Mar Mediterraneo, 25 novembre 1912 – Mansura, 14 luglio 1944), è stata una cantante e attrice siriana, sorella del compositore e musicista Farid al-Atrash. Asmahan è considerata una delle più belle voci della discografia araba, nonché una delle più belle e raffinate attrici del cinema egiziano degli esordi.

## Biografia
Amal al-Atrash nacque in Siria da madre libanese e padre siriano, principe druso. Nel 1924, dopo la prematura morte del padre, si trasferì in Egitto con sua madre e i suoi fratelli Fouad e Farid.
La fama del fratello Farid e la sua bellezza, le permisero di partecipare a piccole parti in commedie teatrali a fianco del celebre attore di teatro egiziano Youssef Wahbi. Iniziò a cantare e si rivelò particolarmente promettente. Venne anche ingaggiata per un ruolo a Hollywood, ma la sua prematura morte troncò il tutto al nascere. 
Sulla morte di Asmahan per incidente d'auto, quando annegò in un torrente tornando da Mansoura al Cairo il 14 luglio del 1944, esistono diverse teorie. Una prima parla del suo coinvolgimento come spia, cosa avallata da documentazione, nonché dalla sua padronanza linguistica e culturale; mentre una seconda teoria parlerebbe di un complotto architettato dalla cantante Umm Kulthum, sua celeberrima rivale.

## Filmografia
- 1941  Intissar al-Shabab (La vittoria della giovinezza)
- 1944 Gharam wa Intiqam (Amore e vendetta)

## Discografia parziale
- Eedy fi Eedak
- Shorouq we Ghoroub
- al-Khitam Operette (from the movie Intisar Al Shabab)
- al-Layl
- as-Shams Ghabat Anwarha
- ad-Denya fi Eedy
- al-Osra al-Alaweyya Anthem (from the movie Gharam wa Intiqam)
- Aamel Eah Ashan Ansak?
- Ana Bent al-Layl
- Ghayra Magd Poem
- Hadaytak Alby
- Adhaby fi Hawak Ardaah
- Hal Tayyem al-Ban
- Isqineeha bi Aby Anta wa Ommy
- Ahwa
- Emta Hatearaf?
- Ana elly Astahel
- Ayna al-Layaly?
- Ayyuha Anna'em
- Hadeath Aynayn
- Dakhalt Marra fi Genenah
- Regeaat Lak
- Aahedny ya Alby
- Alek Salat Allah we Salamoh
- Farraq ma Benna az-Zamaan
- Fi yom Mashoofak
- Magnoon Layla
- Kan li Amal
- Kelma ya Nour al-Ain
- Konty al-Amany
- Layaly al-Ons fi Vienna[4]
- Layta lel-Bouraq Ayna
- Mahlaha Eishet al-Fallah
- Nawayt Adary Aalaamy
- al-Ward
- Ya Habibi Allah
- Ya Dirati
- Ya Toyour (or Taghreed al-Balabel)
- Yally Hawak
- Ya Layali al-Bishr
- Ya Naar Fouadi